# Six trios opus 14 de Luigi Boccherini
Composés en 1772 pour un effectif à cordes alors peu répandu: le violon, l'alto et le violoncelle, les six trios opus 14 de Luigi Boccherini ont rencontré un très vif succès, comme en témoignent leurs nombreuses éditions et arrangements. Dans cette formation, le rôle et l'importance de chaque instrument reconnaissable à sa tessiture, concourent à un plus net équilibrage du discours musical. Alors que bien souvent, l'alto qui, par son timbre voilé, reste un trait d'union entre le violon et le violoncelle, dans certains passages, est traité en réel soliste par Boccherini. Mais dans ces trios, le véritable meneur demeure le violoncelle. Sans aucun doute, comme dans nombre de ses œuvres pour musique de chambre, le compositeur a écrit aussi à l'intention de l'interprète Boccherini. Ces trios sont considérés comme de véritables chefs-d’œuvre du genre – notamment les trois "grands" (G.95-97) – par les musicologues et interprètes modernes,.

## Analyse

### Trio à cordesno1enfamajeur
Le premier trio en fa majeur (G.95) est en trois mouvements avec pour finale un Minuetto, traditionnelle conclusion pour ce genre d’œuvre avant 1780.
L’Allegro assai à 4/4 débute pianissimo au violon avec une élégante figure mélodique. Quelques réminiscences au style pré-classique de l'École de Mannheim se perçoivent bien que l'écriture ici soit moins concertante qu'harmonique à l'exception toutefois des passages dominés par le violoncelle. 
Le deuxième mouvement un Adagio à 2/4 en do mineur fait la part belle au violoncelle qui chante dans un registre grave un thème d'une insondable tristesse. À noter que le même thème est réutilisé dans la sonate pour violoncelle en do majeur (G.17) ainsi que dans son concerto pour violoncelle en mi bémol majeur (G. deest). 
Le Minuetto allegro en fa majeur et son Trio de même tonalité reviennent à une atmosphère plus détendue.

### Trio à cordesno2endomineur

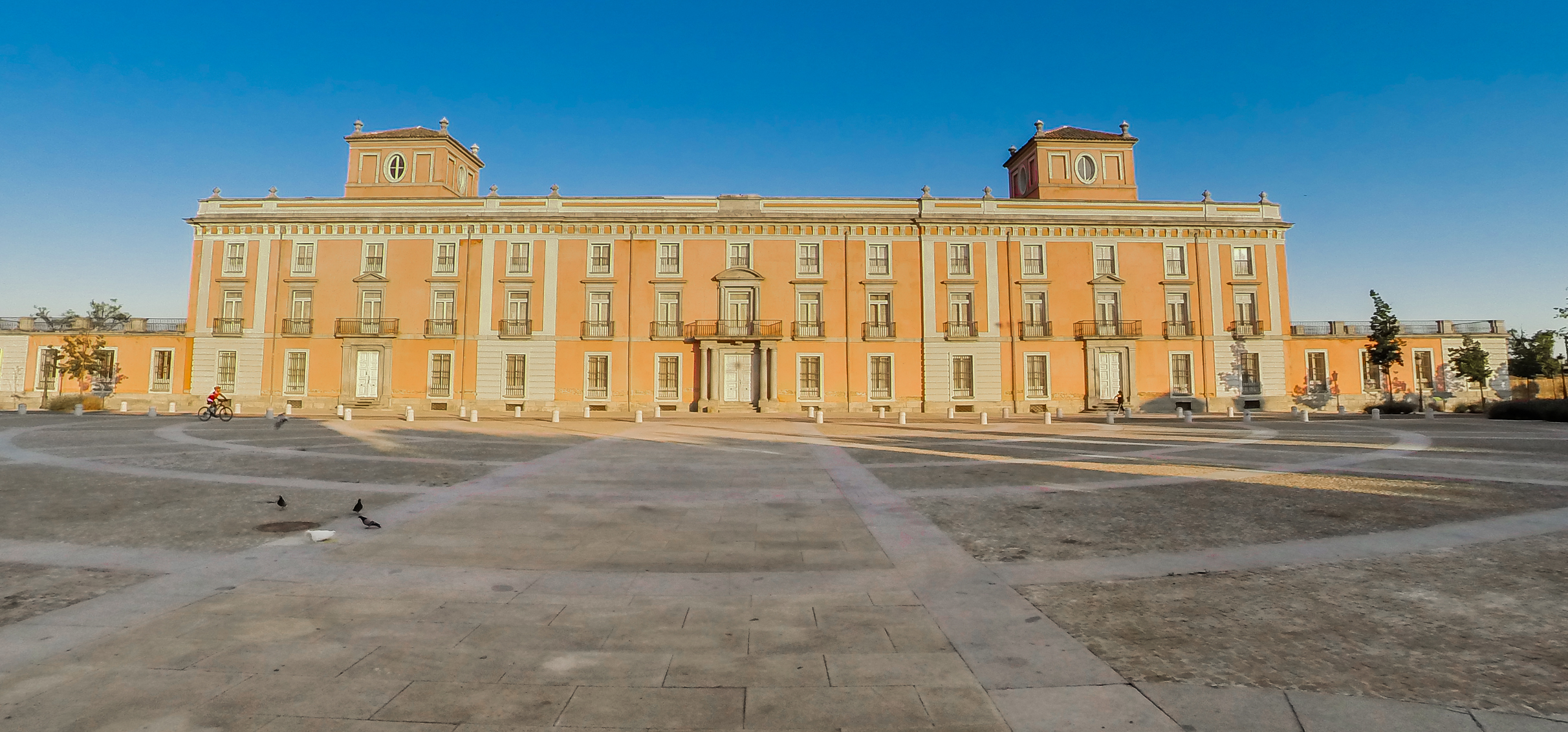
Palais Boadilla del Monte dans lequel Boccherini compose les trios opus 14.

Par l’adoption nouvelle d’un plan en quatre mouvements à la manière des symphonies centrales de Johann Stamitz, avec un Tempo di Minuè en troisième position et un finale Prestissimo, le trio en do mineur (G.96) est indirectement un témoignage de la réception en Espagne de la musique allemande. Il succède de ce point de vue à la série des six trios à cordes pour deux violons et violoncelle de Gaetano Brunetti (L.109-114) de 1769, qui dédiés également à don Luis, se structurent de la sorte.
Le mouvement initial est un Allegro moderato à 2/4 dont la tonalité mineure imprègne le thème, élégant quoique décidé. Il est parcouru d'une agitation souterraine en partie due aux registres extrêmes du violoncelle. 
Le deuxième mouvement est un court Adagio à 4/4 en mi bémol majeur introduit piano par l'alto qui, associé au violoncelle, contribue à colorer de teintes chaudes une mélodie pleine de raffinement. 
Lui succède un Tempo di Minuè  ( fa majeur ) tissé d'une toile fine par le violon et l'alto par un compositeur désormais rompu dans l'art consommé de cette forme. Plus notable est le Trio en si bémol majeur, qui se signale par son insouciance juvénile. 
Le finale Prestissimo à 2/4 en mineur est un perpetuum mobile.

### Trio à cordesno3enlamajeur
Le troisième trio en la majeur (G.97) commence par un Allegro moderato à 2/4 qui développe une gracieuse mélodie exposée dolce au violon. Un caractère primesautier domine le mouvement dans lequel les instruments atteignent un relatif équilibre. 
Dans le Largo en la majeur, le violoncelle présente dans un registre élevé le thème principal, d'une ardeur passionnée, avec pour fond sonore le halo des autres archets. 
Le mouvement suivant marqué Allegretto smorfioso à 6/8 en mi majeur s'apparente à une danse d'allure germanique. Il est suivi immédiatement par un bref Adagio come primo qui reprend des éléments du Largo précédent. 
Le finale est un Minuè en la majeur avec Trio en ré majeur. Son tempo légèrement plus rapide qu'un menuet traditionnel s'expliquerait par le fait que Boccherini l'ait pourvu de rythmes hispaniques.

### Trio à cordesno4enrémajeur
Le trio suivant en ré majeur (G.98) « est un petit joyau ». Introduit par un thème ravissant, énoncé sotto voce, l’Allegro giusto à 4/4 est une sorte de vague ondulante, que les coups d'archets savamment dosés maintiennent à l'état d'équilibre. 
Suit l’Andantino à 2/4, où le violon expose un délicat motif syncopé, alors que l'alto et le violoncelle restent sempre piano.
Le finale, Allegro assai, avec son motif en croches obsessionnel et frémissant termine la pièce en un irrésistible tourbillon, typique de l'expression boccherinienne.

### Trio à cordesno5enmi bémolmajeur
Comme le quatrième, les trios nos 5 et 6 respectivement en mi bémol majeur et fa majeur sont de dimensions plus réduites que les trois premiers. 
Le premier mouvement Andantino à 3/4 du trio (G.99) commence Soave sotto voce par un motif gracieux qui rappelle celui du trio no 4  mais ici les voix élevées des violon et alto prédominent. De constantes pulsations parcourt le morceau. 
L'Allegro, e con spirito à 2/4 est une musique légère et rapide pleine de vivacité. 
Le dernier mouvement: Variazioni. Allegretto sostenuto à 2/4 en mi bémol majeur est composé d'un thème et de variations. Le thème est simple quoique très intéressant par son rythme: tempo détendu mais décidé. Les variations ont chacune des ambiances différentes, tantôt rapides, tantôt lentes.

### Trio à cordesno6enfamajeur
Le dernier trio (G.100) est aussi en trois mouvements. Il débute par un Larghetto à 6/8 tendre et légèrement mélancolique. 
Vient ensuite un frénétique Allegro à 2/4 aux rythmes rustiques. 
Le finale est un Rondeau con moto à 3/4, danse de style rococo qui se distingue du menuet traditionnel par une seconde section plus rapide.

## Structure
- Trio à cordes no 1 en fa majeur opus 14 (G.95)

1. Allegro assai, 4/4, fa majeur
2. Adagio, 2/4, do mineur
3. Minuetto. Allegro/Trio, 3/4, fa majeur/fa majeur

Sa durée d'exécution est d'environ 16 minutes.
- Trio à cordes no 2 en do mineur opus 14 (G.96)

1. Allegro moderato, 2/4, do mineur
2. Adagio, 4/4,, mi bémol majeur
3. Tempo di Minuè/Trio, 3/4, fa majeur/si bémol majeur
4. Prestissimo, 2/4, do mineur

Sa durée d'exécution est d'environ 16 minutes.
- Trio à cordes no 3 en la majeur opus 14 (G.97)

1. Allegro moderato, 2/4, la majeur
2. Largo, 2/4, la majeur
3. Allegretto smorfioso, 6/8, mi majeur- Adagio come prima, 2/4, mi majeur
4. Minuè/Trio, 3/4, la majeur/ré majeur

Sa durée d'exécution est d'environ 16 minutes.
- Trio à cordes no 4 en ré majeur opus 14 (G.98)

1. Allegro giusto, 4/4, ré majeur
2. Andantino, 2/4, ré mineur
3. Allegro assai, 2/4, ré majeur

Sa durée d'exécution est d'environ 11 minutes.
- Trio à cordes no 5 en mi bémol majeur opus 14 (G.99)

1. Andantino, 3/4, mi bémol majeur
2. Allegro e con spirito, 2/4, mi bémol majeur
3. Variazioni. Allegretto sostenuto, 2/4, mi bémol majeur

Sa durée d'exécution est d'environ 11 minutes.
- Trio à cordes no 6 en fa majeur opus 14 (G.100)

1. Larghetto, 6/8, fa majeur
2. Allegro, 2/4, fa majeur
3. Rondeau con moto, 3/4, fa majeur

Sa durée d'exécution est d'environ 10 minutes.

## Publications
La première publication des trios opus 14 est celle de La Chevardière à Paris (1773): Sei Trio per violino, viola e violoncello obligato composti per S.A.R. il Signr. Infante Don Luigi di Spagnia dal Signr. Luigi Bocherini (sic), di Lucca, virtuoso di camera e compositore della Prefata S.A.R. Opera XIV. Les trios opus 14 sont Opera Grande dans le catalogue autographe de Boccherini.

## Discographie
- Streichtrios op. 14 - Flieder Trio (avril 1990, MDG L 3378) (OCLC 778436898)
- Boccherini en Boadilla. Trios op. 14 (G.95-100) - La Real Cámara, San Lorenzo de El Escorial (2007, Glossa GCD 308) (OCLC 811549399)
- La bona notte et trois Trios (G.102, G.93, G.98) - La Real Cámara (Barcelone, 1994, Glossa GCD 920301 (OCLC 722406578)
- Trio.Quartet.Quintet. Sextet for strings, Ensemble Europa Galante, 2009, Virgin Classics LC7873.